# Орландо Пайретс
Футбольный клуб «Орландо Пайретс» (англ. Orlando Pirates Football Club) — южноафриканский футбольный клуб из города Йоханнесбург, играющий в Премьер-лиге ЮАР.

## История
«Орландо Пайретс» является одним из старейших клубов Африки. Он основан в 1937 году в пригороде Йоханнесбурга Орландо рабочими с местных алмазных рудников. Поначалу клуб назывался «Орландо Бойс» (англ. Orlando Boys). После победы в Йоханнесбургской Лиге в 1940 году игрок Эндрю Басси предложил команде переименоваться в «Орландо Пайретс».

## Достижения
- Кубок африканских чемпионов — 1995
  - Финалист: 2013
- Суперкубок КАФ — 1996
- Премьер-лига ЮАР — 2001, 2003, 2011, 2012
- Кубок ЮАР — 1994, 2001, 2003